# Musbury, Lancashire
Musbury var en civil parish från 1866 till 1894 då den blev en del av Haslingden, i grevskapet Lancashire, i England. Denna civil parish var belägen 10 km från Blackburn och hade 1 114 invånare år 1891.